# Miles Dempsey
Sir Miles Christopher Dempsey, DSO, MC (15 de dezembro de 1896 - 5 de junho de 1969) foi o comandante do Segundo exército britânico na operação Overlord durante a Segunda Guerra Mundial.

## Biografia

### Antecedentes familiares
Miles Dempsey era descendente direto dos O'Dempseys de Clanmalier, uma família aristocrata irlandesa cuja história remonta a um dos primeiros reis da Irlanda do século II. Um descendente mais recente de Miles Dempsey deixou a Irlanda após confiscos pelos ingleses no final do século XVII.
O pai de Dempsey era A. F. Dempsey de Hoylake, no condado de Cheshire, Inglaterra. Em 1948 casou com Viola, filha do capitão Percy O'Reilly de Colamber, do condado de Westmeath, Irlanda. Viveram no "The Old Vicarage" em Greenham, Newbury, condado de Berkshire, e mais tarde em "Coombe House", Yattendon, sempre em Berkshire. Dempsey estudou na escola de Shrewsbury e depois no Royal Military College de Sandhurst.

### Primeira Guerra Mundial
Formado em 1915 pela academia militar de Sandhurst, Dempsey foi colocado no Royal Berkshire Regiment. Combateu em França na frente Ocidental e recebeu a Cruz Militar pela sua coragem.

### Segunda Guerra Mundial
Dempsey seguiu carreira no exército. No início da Segunda Guerra Mundial já tinha o posto de tenente-coronel e comandava a 13ª Brigada de infantaria da Força Expedicionária Britânica em França. Em Dunkerque, pelo papel desempenhado na evacuação, Dempsey recebeu a Ordem de Serviços Distintos (DSO - Distinguished Service Order).

Dempsey (à direita) com o comandante do 21º grupo de Exército Bernard Montgomery (ao centro), e o comandante do Primeiro Exército dos Estados Unidos Omar Bradley (à esquerda), a 10 de junho de 1944.

Em dezembro de 1942 ele foi promovido a tenente-general e comandou o XIIIº Corpo do 8º Exército na campanha da África do Norte. Participou na elaboração do plano de invasão da Sicília, assim como na sua execução em 1943. Dirigiu depois a invasão da Itália por Messina, onde as suas tropas progrediram 480 kms a norte antes de se juntarem às tropas americanas em Salerne.
Pelo seu trabalho em áfrica do Norte, Sicília e Itália, Dempsey foi escolhido por Bernard Montgomery para o comando do Segundo Exército, em janeiro de 1944. O Segundo Exército era a força principal britânica, e incluía forças canadianas. O Segundo Exército participou no Dia D nas praias de Gold, Juno e Sword. Ao desembarque seguiram-se combates que contribuíram para o vital enfraquecimento de unidades alemãs. O Segundo Exército progrediu rapidamente pelo norte de França, entrou na Bélgica e em setembro de 1944 libertou Bruxelas e Antuérpia.

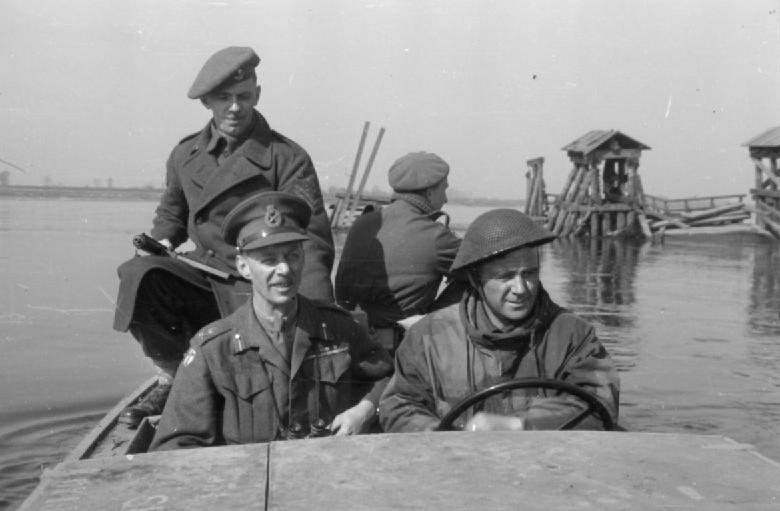
O general Dempsey atravessando o Reno numa pequena embarcação (Março de 1945).

O Segundo Exército atravessou o Reno a 23 de março de 1945 e Dempsey foi o primeiro comandante do Exército britânico a fazê-lo. A 7 de abril de 1945 o The Illustrated London News publicou em sua primeira página um retrato de Dempsey encomendado ao pintor Arthur Pan.
Em maio, os homens de Dempsey tomaram Brème, Hamburgo e Kiel.

### Pós-guerra
Em 1946, Dempsey foi nomeado comandante em chefe das forças britânicas no Médio Oriente.